# Новокабановська сільська рада
Новокаба́новська сільська рада — муніципальне утворення у складі Краснокамського району Башкортостану, Росія. Адміністративний центр — село Новокабаново.

## Населення
Населення — 1160 осіб (2019, 1164 в 2010, 1103 в 2002).

## Склад
До складу поселення входять такі населені пункти:
| Населений пункт         | Населення, осіб (2002) | Населення, осіб (2010) |
| ----------------------- | ---------------------- | ---------------------- |
| Кузгово, присілок       | 284                    | 238                    |
| Новокабаново, село      | 819                    | 926                    |
| Старокабаново, присілок | 0                      | -                      |